# Hub Meijers
H.J. (Hub) Meijers (Elsloo, 1949) is een Nederlands politicus van de PvdA.
Hij was van 1973 tot 1979 welzijnswerker en werkte daarna als ambtenaar bij een gemeentelijke beleidsafdeling. In 1986 werd Meijers gemeentesecretaris van de Limburgse gemeente Beek en in februari 1993 volgde zijn benoeming tot burgemeester van Onderbanken. Op 1 december 2005 trad hij af als burgemeester; naar eigen zeggen omdat hij tegen het systeem van de gekozen burgemeester was. Dat was één dag voor de beslissing van de Raad van State waarna zes hectare van de Schinveldse Bossen gekapt werden wat nodig zou zijn voor de vliegveiligheid van de AWACS-vliegtuigen die veelvuldig stijgen en landen op de nabijgelegen NAVO-basis Geilenkirchen in Duitsland. Meijers was net als de gemeenteraad fel tegen het verlenen van die kapvergunning.
Verder was Meijers van 2002 tot 2009 voorzitter van Ontwikkelingsmaatschappij Parkstad Limburg. Van 1 december 2010 tot 1 mei 2011 was hij waarnemend burgemeester van de Limburgse gemeente Beek. Hij werd opgevolgd door Ralf Krewinkel.